# Virginia Damerini

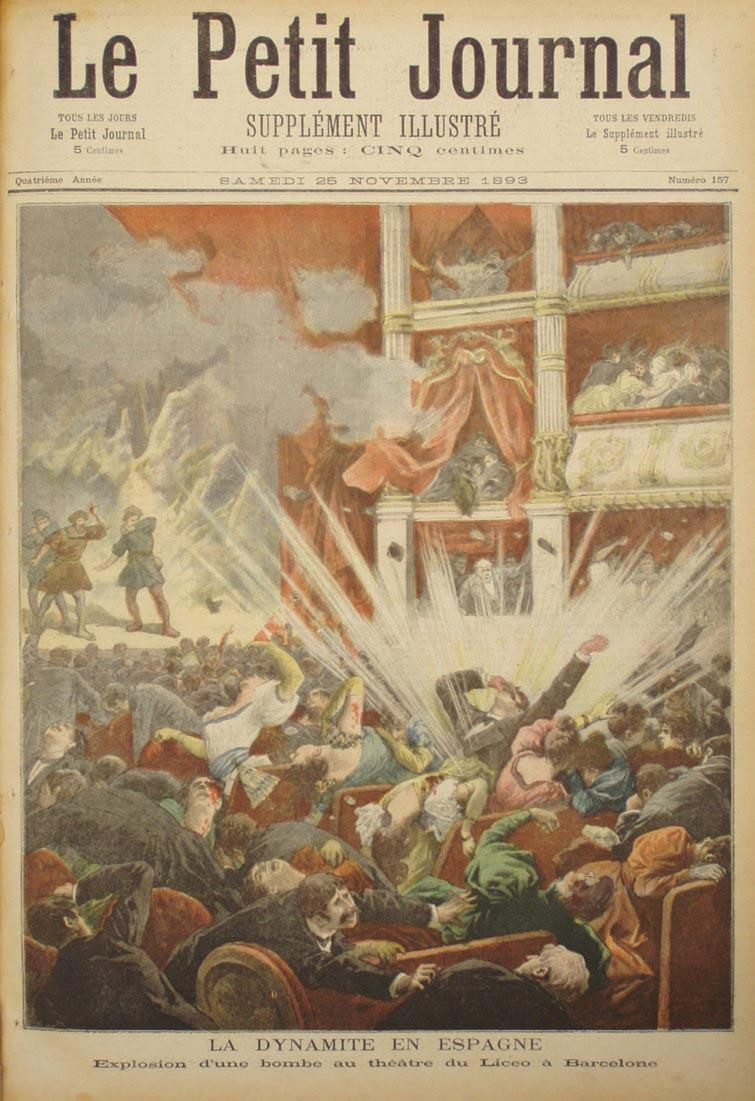
Damerini cantava a l'escenari del Liceu quan l'anarquista Santiago Salvador va llençar dues bombes a platea el 1893.

Virginia Damerini fou una cantant d'òpera italiana, soprano dramàtica, activa en les dècades del 1880 i del 1890.

## Infantesa
Virginia Damerini va néixer i créixer a la regió italiana dels Apenins.

## Carrera
Damerini va viatjar a Mèxic DF per a la temporada 1883-1884 amb la companyia de Napoleó Sieni, on va cantar Il guarany d'Antônio Carlos Gomes, La Gioconda d'Amilcare Ponchielli i el Don Carlos de Verdi. L'any 1884 va participar amb la Companyia Gran d'Òpera de Milà en una gira pels EUA, actuant de Brooklyn a San Francisco. Al llarg d'aquella gira, The New York Times va comentar que "l'estil de la signora Damerini és alhora refinat i expressiu".
Va actuar en l'estrena de l'òpera Asrael d'Alberto Franchetti l'any 1888. Va cantar el paper principal de l'òpera Fosca d'Antônio Carlos Gomes en 1889 a Mòdena i de nou l'any 1890, a la inauguració del Teatro Massimo Bellini de Catània el dia 31 de maig, cantant la Norma de Vincenzo Bellini. Aquell mateix any va cantar Fosca al Teatre alla Scala de Milà, amb el director Arnaldo Conti. L'any 1891 va cantar el paper protagonista a la primera representació de l'òpera Nella de Francesco Paolo Frontini al Teatro Comunale de Catània.
L'any 1892 va debutar al Teatro Real de Madrid amb l'òpera Aida de Giuseppe Verdi, el dia 23 d'octubre. Va cantar també el paper principal, "notòriament difícil", de Norma de Vincenzo Bellini sota la direcció d'Arturo Toscanini a Palerm l'any 1893. Aquell mateix any va cantar al Gran Teatre del Liceu de Barcelona l'òpera Guillaume Tell de Rossini, just la nit a la qual l'anarquista Santiago Salvador va llençar dues bombes Orsini a platea. La seva germana Benedetta Damerini, de 29 anys, va ser una de les persones que van perdre la vida a causa de l'explosió de l'única bomba que va explotar de les dues llençades.